# Adalimumab
Adalímumàb (med drugim pod zaščitenim imenom Humira) je biološko zdravilo iz skupine humanih monoklonskih protiteles, ki veže in inaktivira TNF-alfa. Uporablja se za zdravljenje revmatoidnega artritisa, juvenilnega idiopatskega artritisa, psoriatičnega artritisa, ankilozirajočega spondilitisa, crohnove bolezni, ulcerativnega kolitisa, luskavice, hidradenitisa suppurativa in uveitisa.
Adalimumab je zaviralec TNF-alfa in deluje protivnetno.  Veže se na tumor nekrotizirajoči dejavnik alfa (TNF-alfa), ki se sicer veže na receptorje za TNF-alfa in povzroči vnetni odziv pri avtoimunih boleznih. Adalimumab z vezavo na TNF-alfa zavira vnetni odziv. Ker je TNF-alfa poleg vnetnega odziva pri avtoimunih boleznih vpleten tudi v normalno delovanje imunskega sistema, ki telo ščiti pred okužbami, lahko zdravljenje z adalimumabom poveča dovzetnost bolnika za okužbe.
Zdravilo Humira je bilo do padca patenta v zahodnih državah(v ZDA leta 2016, v Evropi leta 2018) na seznamu zdravil z najvišjo prodajo v vrednosti. Prvo biološko podobno zdravilo z adalimumabon je prišlo na tržišče v Indiji leta 2014. V ZDA so biološko podobna zdravila z adalimumabom na tržišču od leta 2016, v Evropi pa od konca leta 2018.